# Olga Knipperová
Olga Leonardovna Knipperová-Čechovová (Ольга Леонардовна Книппер-Чехова; 21. září 1868 Glazov – 22. března 1959 Moskva) byla ruská herečka.
Pocházela z rodiny rakouského inženýra a baltskoněmecké učitelky hudby, která žila od roku 1870 v Moskvě. Studovala na Ruské akademii divadelního umění. Když roku 1898 Konstantin Sergejevič Stanislavskij založil Moskevské umělecké akademické divadlo, stala se Knipperová jednou z členek původního souboru. Vynikla zejména v hrách Antona Pavloviče Čechova, ztvárnila roli Raněvské ve Višňovém sadu a Máši ve Třech sestrách. V MCHATu působila do roku 1950, hrála také ve filmech a v kočovném divadle Vasilije Kačalova.
V roce 1901 se za A. P. Čechova provdala, manželství ukončila spisovatelova smrt v roce 1904.
Získala titul Národní umělec SSSR, Leninův řád, Stalinovu cenu a další ocenění.